# James Mattis
James N. Mattis (sinh ngày 08 tháng 9 năm 1950) là Bộ trưởng Quốc phòng Hoa Kỳ thứ 26, và là Đại tướng Thủy quân lục chiến Hoa Kỳ đã nghỉ hưu trước từng là Tư lệnh thứ 11 của Bộ tư lệnh Hoa Kỳ đặc trách miền Trung, đây là Bộ tư lệnh Tác chiến Thống Nhất chịu trách nhiệm cho các hoạt động quân sự của Mỹ trong khu vực Trung Đông, Đông Bắc châu Phi, và Trung Á, từ 11 tháng 8 năm 2010, đến ngày 22 tháng 3 năm 2013.
Trước khi Tổng thống Obama bổ nhiệm Mattis thay thế Tướng Petraeus ngày 11 tháng 8 năm 2010, ông từng chỉ huy Bộ tư lệnh các lực lượng chung Hoa Kỳ từ 09 tháng 11 năm 2007, đến tháng 8 năm 2010 kiêm Tư lệnh Đồng Minh chuyển đổi của NATO từ 09 tháng 11 năm 2007, đến ngày 08 tháng 9 năm 2009. Trước đó, ông đã chỉ huy Lực lượng quân viễn chinh I, Tư lệnh Trung ương Thủ quân lục chiến Hoa Kỳ, và Sư đoàn thủy quân lục chiến 1 trong chiến tranh Iraq.
Tổng thống đắc cử Donald Trump tuyên bố rằng Mattis sẽ được đề cử làm Bộ trưởng Bộ Quốc phòng Hoa Kỳ và được Thượng viện Hoa Kỳ phê chuẩn ngày 20 tháng 1 năm 2017. Ông cần một sự miễn trừ Quốc hội để cho phép đề cử của mình được xem xét, vì ông chỉ rời khỏi quân đội trong ba năm trước mặc dù luật liên bang Hoa Kỳ yêu cầu ít nhất bảy năm nghỉ hưu để cựu nhân viên quân sự được bổ nhiệm làm Bộ trưởng Quốc phòng.
Thượng viện Hoa Kỳ ngày đã bỏ phiếu với tỷ lệ 98-1 vào ngày 20/1/2017 thông qua đề cử ông James Mattis làm Bộ trưởng quốc phòng trong nội các mới của tổng thống Donald Trump. Với tư cách là Bộ trưởng Quốc phòng, Mattis đã khẳng định cam kết của Hoa Kỳ trong việc bảo vệ đồng minh lâu năm Hàn Quốc sau cuộc khủng hoảng khủng hoảng Bắc Triều Tiên.
Ông là người phản đối đề xuất hợp tác với Nga về các vấn đề quân sự, Mattis luôn nhấn mạnh mối đe dọa của Nga đối với trật tự thế giới. Mattis đôi khi lên tiếng về sự bất đồng của mình với một số chính sách của chính quyền Trump, phản đối đề xuất rút khỏi Thỏa thuận hạt nhân Iran, và đã chỉ trích việc cắt giảm ngân sách cản trở khả năng giám sát tác động của biến đổi khí hậu. Mattis đã đệ đơn từ chức vào ngày 20 tháng 12 năm 2018, có hiệu lực vào ngày 28 tháng 2 năm 2019, sau khi không thuyết phục được Trump xem xét lại quyết định của mình vào ngày trước đó để rút quân đội Mỹ còn lại khỏi Syria.

## Thời trẻ
Mattis sinh ngày 8 tháng 9 năm 1950, tại Pullman, Washington. Ông là con trai của Lucille (Proulx) Mattis và John West Mattis (1915–1988), một thương thuyền. Mẹ ông di cư đến Hoa Kỳ từ Canada khi còn là nhỏ và đã làm việc trong Tình báo quân đội tại Nam Phi trong chiến tranh thế giới thứ hai. Cha của Mattis chuyển đến Richland, Washington, để làm việc tại một nhà máy cung cấp vật liệu phân hạch cho Dự án Manhattan. Mattis được nuôi dưỡng trong một gia đình trí thức không sở hữu tivi. Ông tốt nghiệp Richland High School năm 1968. Ông đã lấy được cử nhân lịch sử từ Đại học Central Washington năm 1971. Ông đã lấy bằng cao học về các vấn đề an ninh quốc tế từ Đại học Chiến tranh Quốc gia của Đại học Quốc phòng năm 1994.